# Peneroplis
Peneroplis es un género de foraminífero bentónico de la familia Peneroplidae, de la superfamilia Soritoidea, del suborden Miliolina y del orden Miliolida. Su especie tipo es Nautilus planatus. Su rango cronoestratigráfico abarca desde el Mioceno hasta la Actualidad.

## Clasificación
Se han descrito numerosas especies de Peneroplis. Entre las especies más interesantes o más conocidas destacan:
- ‘‘Peneroplis arbusculus’’
- ‘‘Peneroplis carinatus’’
- ‘‘Peneroplis ellipticus’’
- ‘‘Peneroplis karreri’’
- ‘‘Peneroplis mauii’’
- ‘‘Peneroplis pertusus’’
- Peneroplis planatus
- ‘‘Peneroplis polita’’
- ‘‘Peneroplis sollasi’’

Un listado completo de las especies descritas en el género Peneroplis puede verse en el siguiente anexo.
En Peneroplis se ha considerado el siguiente subgénero:
- Peneroplis (Dendritina), aceptado como género Dendritina
- Peneroplis (Monalysidium), aceptado como género Monalysidium
- Peneroplis (Spirolina), aceptado como género Spirolina